# Immunoglobulina E
La immunoglobulina E (IgE) és un tipus d'anticòs exclusiu dels mamífers, és efectiu contra diversos agents patògens, però especialment paràsits, pel que els seus nivells acostumen a estar bastant elevats en pacients al·lèrgics. Es creu que la IgE és una part important de la resposta immunitària contra la infestació per certs cucs paràsits, com Schistosoma mansoni, Trichinella spiralis, i Fasciola hepatica. La IgE també s'utilitza durant la defensa immunitària contra certs protozous paràsits com Plasmodium falciparum. La IgE pot haver evolucionat com a defensa per protegir contra els verins.

La IgE també té un paper essencial en la hipersensibilitat de tipus I, que es manifesta en diverses malalties al·lèrgiques, com ara l'asma al·lèrgica, sinusitis i rinitis al·lèrgica, al·lèrgies alimentàries i tipus específics d'urticària crònica i dermatitis atòpica. La IgE també té un paper fonamental en les respostes als al·lèrgens, com ara: reaccions anafilàctiques a fàrmacs, picades d'abelles i preparats d'antigen utilitzats en la immunoteràpia de dessensibilització.

## Descoberta
La IgE fou descoberta simultàniament en 1966 i 1967 per dos grups independents: Kimishige Ishizaka i la seva esposa Teruko Ishizaka al Children's Asthma Research Institute and Hospital en Denver, Colorado, i per S. G. O. Johansson i sv (Hans Bennich) en Uppsala, Suècia. El seu treball conjunt es va publicar l'abril de 1969.
Kimishige Ishizaka va rebre el Premi japonès de l'any 2000. La majoria dels nostres coneixements sobre aquesta classe d'anticòs prové d'investigacions sobre els mecanismes de certes al·lèrgies.

## Propietats físiques
- Massa molecular: 188.000 Da.
- Forma molecular: monòmer.
- Nombre d'aminoàcids (monòmer): 550.
- Dominis cadena pesada monòmer: 4.
- Semivida: 1-5 dies.
- Concentració al sèrum sanguini: molt baixa.
- Cadenes polipeptídiques diferents: 2.
- Determinants antigènics: 2.

## Propietats biològiques
- Concentració en sèrum molt baixa.
- Nivells augmentats en pacients al·lèrgics.
- Important en la defensa contra paràsits (en especial cucs helmints).